# Мужская сборная Ирака по баскетболу
Мужская сборная Ирака по баскетболу — национальная баскетбольная команда, представляющая Ирак на международной арене. Управляющим органом сборной выступает Иракская баскетбольная ассоциация.
Член ФИБА с 1948 года.
Одна из двух сборных арабских государств, принимавших участие в Олимпиадах (второй является Египет).

## Результаты

### Олимпийские игры
- 1948 : 22°

### Чемпионат мира
Не принимала участия в финальных турнирах.

### Чемпионат Азии
- 1977 : 6°
- 1979 : 8°
- 1987 : 9°
- 2017 :

### Чемпионат Западной Азии
- 1999 : 5°
- 2000 :  3°
- 2001 : 4°
- 2002 :  3°
- 2004 : 5°
- 2005 : 4°
- 2010 :  2°
- 2011 : 4°
- 2013 : 4°
- 2014 : 4°
- 2015 : 5°
- 2016 :  3°

## Тренеры
- Фикрат Тома (2002—2004, 2010—2013)
- Мануэль Повеа (2014—2015)
- Срджан Антич (2016)
- Атила Абдулазиз (2017—н. в.)